# Верх-Егос
Верх-Егос — село в Прокопьевском районе Кемеровской области. Входит в состав Сафоновского сельского поселения.

## География
Центральная часть населённого пункта расположена на высоте 432 м над уровнем моря.

## Население
| 2010 |
| ---- |
| 1039 |

### Половой состав
По данным Всероссийской переписи населения 2010 года, в селе Верх-Егос проживало 1039 человек (502 мужчины, 537 женщин).

## Улицы
| - ул. Весенняя, - ул. Жемчужная, - ул. Лесная, - ул. Луговая, - ул. Молодёжная, | - ул. Нехорошкова, - ул. Овражная, - ул. Озёрная, - ул. Осенняя, - ул. Полевая, | - ул. Солнечная, - ул. Степная, - ул. Тепличная, - ул. Центральная, - ул. Южная. |

## Известные жители
- Нехорошков, Владимир Григорьевич (1925—2001) — советский военнослужащий, сержант. Полный кавалер ордена Славы.